# Diocèse de Caçador
Le diocèse de Caçador (en latin, Dioecesis Captatoropolitana) est une circonscription ecclésiastique de l'Église catholique au Brésil.
Son siège se situe dans la ville de Caçador, dans l'État de Santa Catarina. Créé en 1968, il est suffragant de l'archidiocèse de Florianópolis et s'étend sur 12 150 km2.
Depuis 2021 son évêque est Mgr Cleocir Bonetti.